# Teotym
Teotym – imię męskie pochodzenia greckiego, złożone z członów theos i tymos, co oznacza "ten, który czci Boga" (imię Tymoteusz powstało ze złożenia tych samych członów w odwrotnej kolejności). Wśród patronów tego imienia — św. Teotym, biskup Tomi (Konstancy) nad Morzem Czarnym. 
Teotym imieniny obchodzi 20 kwietnia i 5 listopada.